# Mike Pritchard
Michael Robert Pritchard (* 26. Oktober 1969 in Sumter, South Carolina, Vereinigte Staaten) ist ein ehemaliger American-Football-Spieler auf der Position des Wide Receivers. Er spielte in seiner Karriere für die Atlanta Falcons, Denver Broncos und die Seattle Seahawks in der National Football League (NFL).

## Frühe Jahre
Pritchard wuchs in Las Vegas auf und ging dort auf die High School. Später besuchte er die University of Colorado. In seinem letzten Jahr auf dem College erzielte er 733 Yards und sechs Touchdowns.

## NFL

### Atlanta Falcons
Pritchard wurde im NFL-Draft 1991 von den Atlanta Falcons in der ersten Runde an 13. Stelle ausgewählt. Hier spielte er drei Jahre. Seinen ersten Touchdown erzielte er in seiner ersten Saison am 15. September 1991 im Spiel gegen die San Diego Chargers. In der Saison 1993 erzielte er seinen Karrierebestwert von sieben Touchdowns.

### Denver Broncos
Für die Broncos bestritt er in zwei Jahren 18 Spiele (4 Touchdowns).

### Seattle Seahawks
Von 1996 bis 1999 spielte er für die Seattle Seahawks. Hier erreichte er seinen Karrierebestwert in erzielten Yards in der Saison 1997 (843 Yards). Nach der Saison 1999 beendete er seine NFL-Karriere.